# Famille Bocskai
La famille Bocskai (bocskói és kismarjai nemes és báró Bocskai en hongrois) est une ancienne famille noble hongroise.

## Histoire
Elle est issue de Dénes, du Clan Baksa (fl. 1271-1290), père de Gergely Bocskai (fl. 1321-1342). La famille s'est éteinte en 1672, bien qu'une autre famille du nom de Bocskai ait vécu à cette époque, mais sans qu'une même origine commune soit prouvée.

## Personnalités
- Étienne II Bocskai (1557/29-1606), meneur de l’insurrection anti-Habsbourg de 1604 à 1606, prince de Transylvanie, beau-frère du prince Sigismond Ier Báthory qui épousa sa sœur Erzsébet Bocskai (hu).
- 1er baron Miklós Bocskai (hu) (1567-1621), alispán (vice-comte) de Zemplén, conseiller du prince Gabriel Bethlen. Cousin au deuxième degré du précédent prince Étienne Bocskai.
- baron István Bocskai (hu) (1610-1672), főispán (comte-suprême) de Zemplén, il participe à la Conspiration Wesselényi, contre les Habsbourg. Fils du précédent.